# フランク・バンカー・ギルブレス・シニア
フランク・バンカー・ギルブレス・シニア (Frank Bunker Gilbreth, Sr.、1868年7月7日 - 1924年6月14日) は、初期の科学的管理法提唱者であり作業研究の先駆者である。

## 略歴

### 出生
1868年にメイン州フェアフィールドでジョン・ハイラムとマーサ（旧姓バンカー）ギルブレスの息子として生まれた。彼は高校以上の正規教育を受けていない。父ジョンは金物店を経営していたが、フランクがわずか3歳の時に死亡し、家族はマサチューセッツ州ボストンに引っ越した。高校卒業後、レンガ積み職人の見習い、次いで建築請負業者となり、いくつかの特許を取得し、そして最終的に経営技術士になった。彼の論文を保有するパデュー大学で非常勤講師となった。1904年10月19日にカリフォルニア州オークランドでリリアン・ギルブレスと結婚し、12人の子供を儲けた。

### 初期の業績
建築請負業者をしていた若い頃、煉瓦をより速く簡単に積む方法を発見した。これは製造及び事務従業員の成果を増大し、仕事を容易するための方法を見つけるために全産業における彼ら従業員の仕事習慣を研究していた妻リリアンとの共同研究に発展した。彼とリリアンは、経営コンサルティング会社ギルブレスを設立し、この研究に焦点を当てた。
彼らはシモンズ金物社のスーシティ倉庫の設計図の開発に携わっていた。建築家は建設に必要な200万の煉瓦の重量に軟弱地盤が耐えられるよう何百もの20-フート (6.1 m)硬化コンクリート杭の使用を指定していた。"時間及び動作"のアプローチが煉瓦積みと輸送に生かされた。倉庫自体も倉庫自体の鉄道の切換設備を経由して効率的な配送を支援することが求められた。

### 動作研究

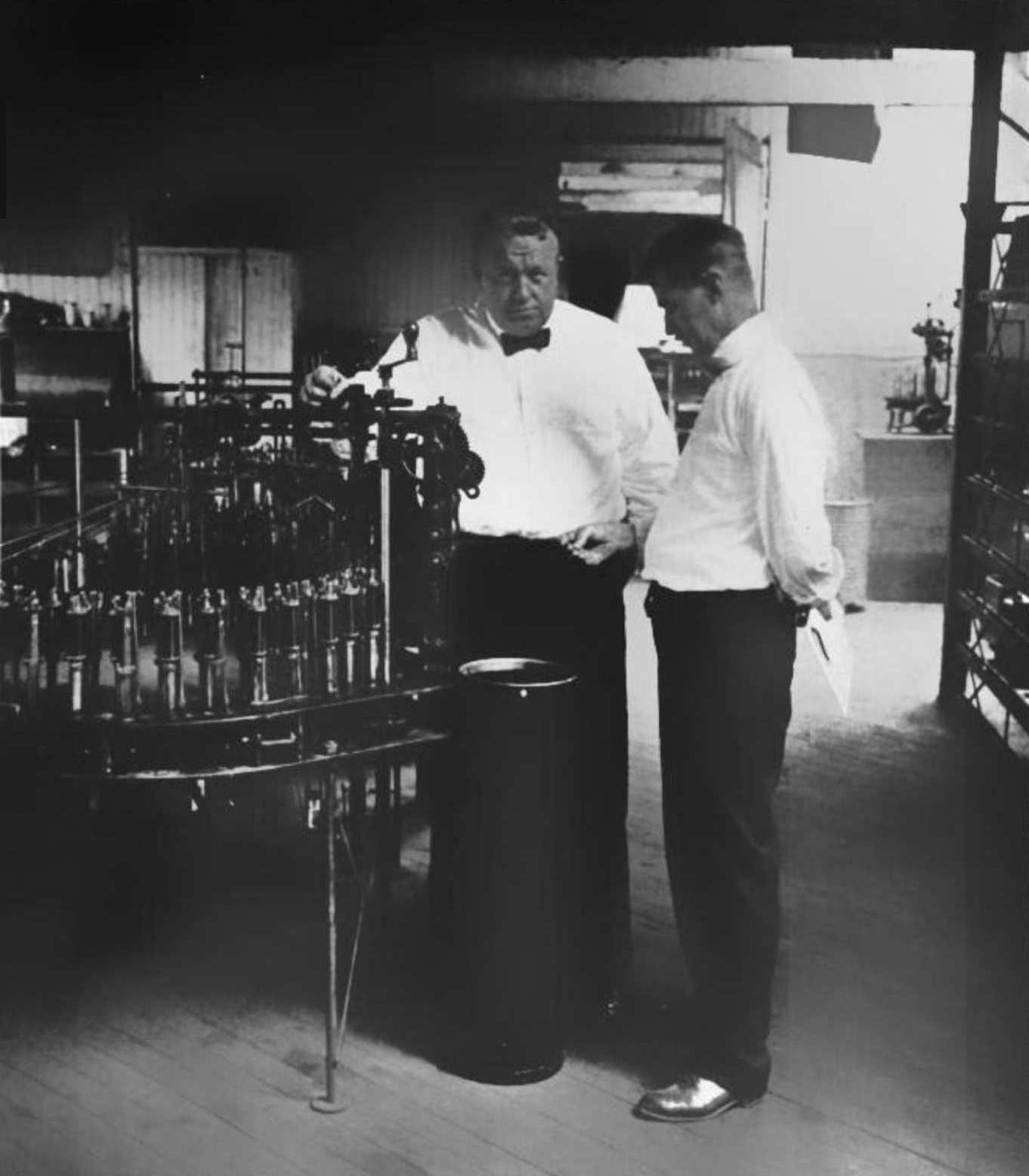
1916年頃のギルブレス

第一次世界大戦中に米陸軍に勤務した。彼の仕事は、小型武器の組み立てと分解のより迅速かつ効率的な手段を発見することであった。クロード・ジョージ（1968年）によると、ギルブレスは全ての手の動作を握る、移動させる、持つなど17の基本的な動作の組み合わせへと変えた。彼はこの動作をギルブレス（Gilbreth）の綴りを逆読みしたサーブリッグ（therblig）という記号で表した。彼は動画カメラを使用し、労働者の最小動作を数分の一単位の時間で測定した。
彼らの"最善の方法"の重視とサーブリッグ記号は継続的改善過程 (CQI),(George (1968, p. 98))の開発と反復動作が労働者の反復運動過多損傷に繋がりうるという20世紀後半の理解に先行するものである。
外科医に対して、求められた時に手術器具を手渡す外科医の"caddy" (ギルブレスの用語) という位置を最初に提案した人物でもある。また、目隠しされた時や暗闇の中で迅速に自分の武器を組み立てたり、分解する方法を新兵を教えるための世界中の軍隊で使用される標準的な技術を考案した。

### 死
1924年6月14日にニュージャージー州モントクレアにおいて心筋梗塞により55歳で死去した。モントクレアのラッカワナ駅で妻と電話中の死であった。妻リリアンは38年後に死亡した。

## 遺産
ギルブレスの研究はしばしばフレデリック・テイラーの研究と関連付けられるが、当時はまだ実質的には二人の研究の間には哲学的な差があった。テイラー主義の象徴はストップウオッチであった。テイラーは、主に工程所要時間の短縮に努めた。対照的にギルブレスは、関連する動きの減少によって工程の効率化に努めた。ギルブレスらは自らの研究法を労働者自身がしばしば主に利益の追求と感じていたテイラー主義よりも労働者の福祉を眼中に置くものだと見ていた。この違いは、テイラーとギルブレス夫妻の間に個人的な亀裂をもたらし、テイラーの死後、ギルブレス夫妻とテイラーの信者間の確執となった。フランクの死後、 リリアンはこの亀裂を修復した。しかし、歴史や知的財産上の問題に関する摩擦がまだ残っている。
彼らは動作研究により、作業効率を向上させる鍵は、不必要な動作の削減だと見出した。動作の中には不要なだけでなく、労働者に疲労をもたらすものもあった。疲労軽減のために、彼らが職場の基準を開発するために始めた動作の削減、道具の再設計、部品の配置、椅子の高さの変更などが行われた。彼らの研究は、当時の人間工学の見地を破壊した。
ギルブレス夫妻は実験に自らの家族(及びフランク自身)をモルモットとして使用した。彼らの偉業は息子フランク・ジュニアと娘アーネスティンにより1948年に発刊された『一ダースなら安くなる あるマネジメントパイオニアの生涯』に愛情を込めて詳述されている。同作は1950年にクリフトン・ウェッブとマーナ・ロイ出演の同名映画、2003年にはスティーヴ・マーティンとボニー・ハント出演の『12人のパパ』として映画化された。2003年版では、12人の子供がいることしか原作との共通点はなく、妻の旧姓がギルブレスとなっている。1952年に1924年のフランクの死後のギルブレス家族の冒険を記録した続編『続 一ダースなら安くなる』が公開された。後にフランク・ジュニアにより伝記Time Out For Happiness,が1971年に出版されたが、同作は絶版となり、貴重なものとなっている。

## 関連文献
- The Magic of Motion Study
- George, C. S. (1968). The History of Management Thought. Prentice Hall

- Gilbreth, Frank Jr., and Ernestine Gilbreth Carey, 1948. Cheaper by the Dozen. ISBN 0-06-008460-X
- Gilbreth, Frank Jr., 1950. Belles on Their Toes. ISBN 0-06-059823-9
- Lillian Moller Gilbreth, 1998. As I Remember. Norcross, GA: Engineering & Management Press.
- Price, B. (1990). “Frank and Lillian Gilbreth and the Motion Study Controversy, 1907-1930”. In Nelson, D.. A Mental Revolution: Scientific Management since Taylor. Ohio State University Press